# Tỉnh của Palestine
Các tỉnh của Chính quyền Dân tộc Palestine là đơn vị hành chính tại các vùng lãnh thổ Palestine. Sau khi ký kết Hiệp ước hòa bình Oslo, Bờ Tây và Dải Gaza do Israel chiếm đóng được phân chia thành ba khu vực (Khu vực A, Khu vực B, Khu vực C) và 16 tỉnh nằm dưới thẩm quyền của Chính quyền Dân tộc Palestine. Kể từ năm 2007, có hai chính phủ yêu sách là chính phủ hợp pháp của Chính quyền Dân tộc Palestine, một có căn cứ tại Bờ Tây và một có căn cứ tại Dải Gaza.

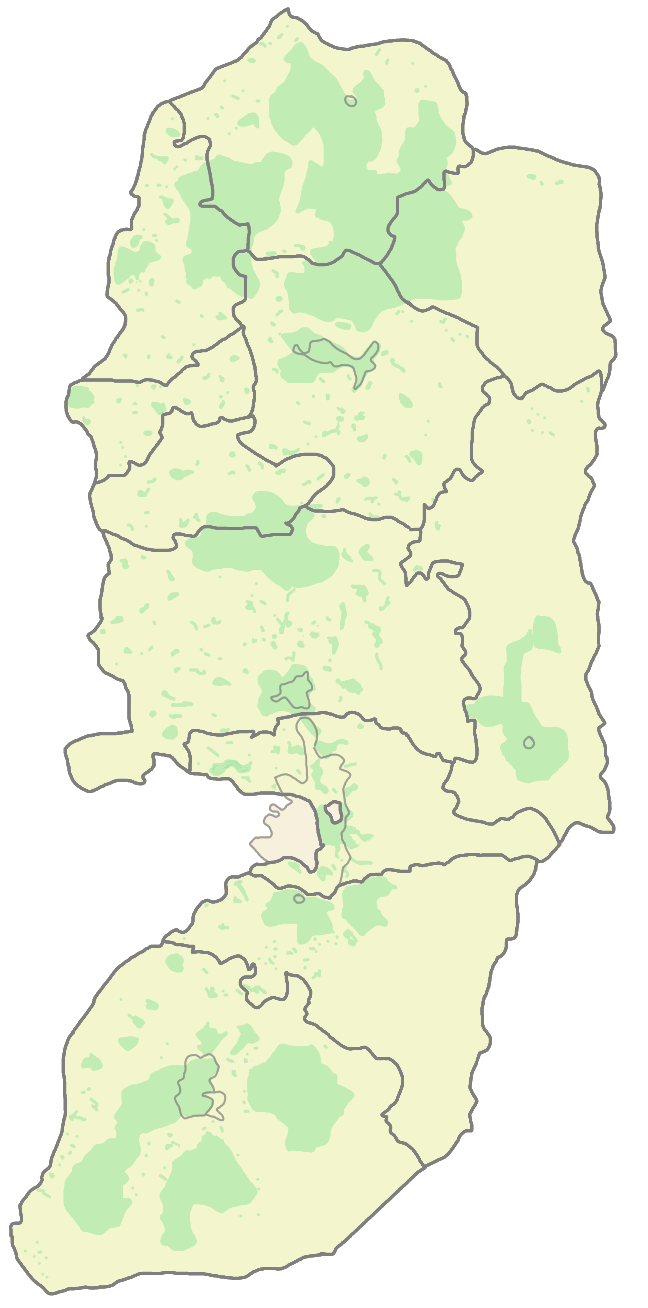
Các tỉnh tại Bờ Tây.

Các tỉnh tại Dải Gaza.

| Tên      | Dân số (2012) | Diện tích (km²) | Mật độ   |
| -------- | ------------- | --------------- | -------- |
| Bờ Tây   | 2.345.107     | 5.671           | 413,53   |
| Dải Gaza | 1.416.539     | 360             | 3.934,83 |
| Tổng     | 3.761.646     | 6.020           | 624,86   |

Bờ Tây
| Tỉnh                                                                            | Dân số    | Diện tích(km²) |
| ------------------------------------------------------------------------------- | --------- | -------------- |
| Tỉnh Jenin                                                                      | 256.212   | 583            |
| Tỉnh Tubas                                                                      | 48.771    | 372            |
| Tỉnh Tulkarm                                                                    | 158.213   | 239            |
| Tỉnh Nablus                                                                     | 321.493   | 592            |
| Tỉnh Qalqilya                                                                   | 91.046    | 164            |
| Tỉnh Salfit                                                                     | 59.464    | 191            |
| Tỉnh Ramallah và Al-Bireh                                                       | 278.018   | 844            |
| Tỉnh Jericho                                                                    | 41.724    | 608            |
| Tỉnh Jerusalem (Bao gồm Đông Jerusalem bị Israel sáp nhập cùng công dân Israel) | 362.521   | 344            |
| Tỉnh Bethlehem                                                                  | 176.515   | 644            |
| Tỉnh Hebron                                                                     | 551.129   | 1.060          |
| Total                                                                           | 2.345.107 | 5.671          |

Dải Gaza
| Tỉnh               | Dân số    | Diện tích (km²) |
| ------------------ | --------- | --------------- |
| Tỉnh Bắc Gaza      | 270.245   | 61              |
| Tỉnh Gaza          | 496.410   | 70              |
| Tỉnh Deir al-Balah | 205.534   | 56              |
| Tỉnh Khan Yunis    | 270.979   | 108             |
| Tỉnh Rafah         | 173.371   | 65              |
| Tổng               | 1.416.539 | 360             |